# Bulbothrix lopezii
Bulbothrix lopezii är en lavart som beskrevs av Hale. Bulbothrix lopezii ingår i släktet Bulbothrix och familjen Parmeliaceae.   Inga underarter finns listade i Catalogue of Life.